# Január 16.
Január 16. az év 16. napja a Gergely-naptár szerint. Az évből még 349 (szökőévekben 350) nap van hátra.
Névnapok: Gusztáv + Ahmed, Benkő, Dániel, Fáni, Fanni, Godó, Gotfrid, Hendrik, Henrik, Honorát, Honorátusz, Honóriusz, Izidor, Izor, Janina, Kara, Karád, Karcsa, Karsa, Marcell, Marsall, Otelló, Ottó, Ozor, Priszcilla, Stefánia, Stefi, Szidor, Uzor

## Események

### Politikai események
- Kr. e. 27 – Octavianusnak a senatus az Augustus Caesar címet adományozza.
- 1387 – Kotromanić Erzsébet magyar anyakirályné meggyilkolása (hozzávetőleges dátum)
- 1547 – IV. (Rettegett) Iván lesz Oroszország első cárja.
- 1556 – V. Károly lemond a német-római császári címről, így a Habsburg-ház két házra szakad.
- 1916 – I. világháború: Montenegró feltétel nélkül kapitulál, miután az osztrák-magyar haderő az ország egész területét elfoglalta.
- 1920 – A szesztilalom bevezetése az Amerikai Egyesült Államokban.
- 1945 – A németek felrobbantják a budapesti Ferenc József hidat (ma: Szabadság híd).
- 1945 – Gerhard Schmidhuber német páncélos vezérezredes megakadályozza, hogy egy nyilas különítmény lemészárolja a budapesti gettó 60-70 000 főre tehető lakosságát.
- 1969 – Jan Palach, a prágai Károly Egyetem 20 éves diákja a prágai Vencel téren felgyújtja magát a Prágai tavasz Szovjetunió általi eltiprása elleni tiltakozásul.
- 2006 – Ellen Johnson-Sirleaf lesz Libéria elnöke, mellyel ő lesz Afrika első női választott államfője.
- 2008
  - Robbanószerrel megrakott övvel a derekán követ el öngyilkos merényletet egy nő az iraki Dijála tartomány Hán Bani Szaad városának zsúfolt piacterén.
  - Lemond olasz igazságügy-miniszter (Clemente Mastella), arra hivatkozva, hogy korrupció vádjával eljárást indítanak felesége ellen.
  - A kenyai kormány bejelenti, hogy szívesen látja az afrikai közvetítőket az ország belpolitikai válságának megoldása érdekében.
  - A palesztinokkal való tárgyalások miatt kilép az izraeli kormányból Avigdor Liberman, a stratégiai ügyek minisztere.
  - Leteszi hivatali esküjét a hét évre újraválasztott üzbég elnök, Islom Karimov.
  - Izraeli katonák megölik Dzsenín város közelében az Iszlám Dzsihád szélsőséges palesztin szervezet ciszjordániai katonai vezetőjét.

### Tudományos és gazdasági események
- 1493 – Kolumbusz visszatér első útjáról abban a hiszemben, hogy felfedezte az Indiába vezető utat.
- 1969 – A világűrben összekapcsolódik a Szojuz–4 és Szojuz–5 űrhajó. Az utóbbiból Jeliszejev és Hrunov űrhajósok átszállnak, és a szétkapcsolódás után a Szojuz–4-gyel térnek vissza a Földre.
- 2007 – Megjelenik a World of Warcraft: The Burning Crusade, a World of Warcraft című játék első kiegészítő lemeze. Ezen a napon 2,7 millió példány fogyott, így a leggyorsabban fogyó számítógépes játék lett.

### Kulturális események

#### Zenei események
- 1938 – Bemutatják Bartók Béla Szonáta két zongorára és ütőhangszerekre című művét.

### Sportesemények
- 1955 –  Formula–1-es Argentin Nagydíj, Buenos Aires - Győztes: Juan Manuel Fangio  (Mercedes Benz)

### Egyéb események
- 1993 - Megdőlt az országos napi hőmérsékleti rekord. Kisbéren 15,5 fokot mértek.
- 2015 - Megdőlt az országos napi hőmérsékleti rekord. Sellyén 16 fokot mértek.[1]

## Születések
- 1791 – Dembinszky Henrik honvéd altábornagy, a lengyel és a 48-as magyar szabadságharc tábornoka († 1864)
- 1813 – Georges Darboy francia katolikus pap, Párizs érseke († 1871)
- 1822 – Orczy Béla magyar országbíró, politikus, bölcseleti és jogi doktor, több miniszteri tárcát is vezetett († 1917)
- 1823 – Louise Zeller német írónő († 1889)
- 1825 – Finály Henrik magyar nyelvész († 1898)
- 1838 – Franz Brentano német filozófus és pszichológus († 1917)
- 1847 – Mikszáth Kálmán magyar író, újságíró, országgyűlési képviselő († 1910)
- 1851 – Gróf Burián István magyar diplomata, politikus, az Osztrák–Magyar Monarchia közös külügy- és pénzügyminisztere († 1922)
- 1853 – André Michelin francia gyáros, († 1931)
- 1853 – Ian Hamilton angol tábornok († 1947)
- 1870 – Farkas Géza magyar hercegprímási uradalmi intéző, közgazdasági író, országgyűlési felsőházi tag († 1944)
- 1873 – Boyd Alexander angol ornitológus († 1910)
- 1884 – Tauffer Gábor magyar gyógyszerész, ügyvéd, országgyűlési képviselő (†?)
- 1899 – József Jolán József Attila költő nővére († 1950)
- 1901 – Fulgencio Batista kubai tábornok, elnök, diktátor († 1973)
- 1902 – Eric Liddell olimpiai bajnok (1924) skót atléta, misszionárius († 1945)
- 1906 – Idősebb Benedek Jenő festőművész († 1987)
- 1910 – Walter Schellenberg német tábornok, a náci Németország katonai hírszerzési hivatalának vezetője († 1952)
- 1916 – Márffy Vera Déryné-díjas magyar színésznő, a Miskolci Nemzeti Színház örökös tagja († 1995)
- 1922 – Csorba István Jászai Mari-díjas magyar színész († 1981)
- 1922 – Deák Ferenc (Bamba) labdarúgó († 1998)
- 1925 – Inke László Jászai Mari-díjas magyar színész, érdemes és kiváló művész († 1992)
- 1926 – Orosz Árpád magyar építőmérnök, egyetemi tanár († 2022)
- 1930 – Alberto Crespo argentin autóversenyző († 1991)
- 1930 – Luki Botha dél-afrikai autóversenyző († 2006)
- 1930 – Peter Procter brit autóversenyző († 1991)
- 1932 – Dian Fossey amerikai etológus († 1985)
- 1932 – Otar Megvinetuhuceszi grúz színész  († 2013)
- 1933 – Susan Sontag amerikai író, filmrendező, aktivista († 2004)
- 1934 – Gyuricza József magyar tőrvívó világbajnok († 2020)
- 1934 – Marilyn Horne amerikai opera-énekesnő,
- 1935 – AJ Foyt amerikai autóversenyző
- 1937 – Luis Bueno brazil autóversenyző
- 1941 – Lengyel István magyar színész († 1992)
- 1946 – Kabir Bedi indiai szikh színész
- 1946 – Katia Ricciarelli olasz opera-énekesnő
- 1951 – Bars József magyar színész  († 2016)
- 1952 – Piercarlo Ghinzani olasz autóversenyző
- 1958 – Stoffán György magyar író, újságíró
- 1959 – Sade Adu nigériai-brit énekesnő
- 1964 – Baranyi Péter magyar színész
- 1965 – Csonka András magyar színész
- 1966 – Hegyi Barbara Jászai Mari-díjas magyar színésznő
- 1969 – Boros Zoltán magyar színész
- 1972 – Magdó Csaba magyar geológus
- 1975 – Dányi Krisztián magyar színész
- 1975 – Györe Attila kenus
- 1976 – Martina Moravcova szlovák úszónő
- 1979 – Aaliyah Dana Haughton amerikai énekesnő († 2001)
- 1979 – Brenden Morrow kanadai jégkorongozó
- 1980 – Vad Katalin magyar sorozatszínész, pornószínész
- 1987 – Jake Epstein kanadai színész
- 1988 – Nicklas Bendtner dán labdarúgó
- 1991 – Barna Zsombor magyar színész
- 1993 – Ember Márk magyar színész
- 1996 – Kim Jennie dél-koreai énekesnő

## Halálozások
- 1828 – Charlotte Buff, az a német nő, akiről Johann Wolfgang von Goethe Lotte alakját mintázta Az ifjú Werther szenvedései című művében (* 1753)
- 1901 – Arnold Böcklin svájci festőművész, grafikus (* 1827)
- 1911 – Jekelfalussy Lajos magyar katonatiszt, altábornagy és honvédelmi miniszter (* 1848)
- 1949 – Vaszilij Alekszejevics Gyegtyarjov szovjet fegyvertervező (* 1880)
- 1957 – Arturo Toscanini olasz-amerikai karmester (* 1867)
- 1962 – Albert William Herre amerikai ichthiológus és lichenológus (* 1868)
- 1974 – Almár György műépítész, iparművész, festő, grafikus (* 1895)
- 1982 – Szabó Gyula jogász, cserkésztiszt, magyarországi országgyűlési képviselő (* 1901)
- 1990 – Ipper Pál magyar újságíró, televíziós kommentátor (* 1927)
- 1994 – Szalai Pál könyvkereskedő, (* 1915)
- 1995 – Sík Ferenc Kossuth- és Jászai Mari-díjas magyar rendező (* 1931)
- 1997 – Gróf Ödön úszó (* 1915)
- 1998 – Haraszti Sándor bölcsész, baptista lelkipásztor (* 1920)
- 2000 – Egressy István rádióbemondó, a Magyar Rádió főmunkatársa, Kazinczy-díjas előadóművész (* 1935)
- 2000 – Robert Rathbun Wilson amerikai fizikus (* 1914)
- 2002 – Terplán Zénó gépészmérnök, egyetemi tanár, akadémikus (* 1921)
- 2007 – Margaret Durrell brit író, Gerald Durrell író és természetbúvár nővére (* 1920)
- 2008 – Jorge De Bagration spanyol autóversenyző (* 1944)
- 2009 – Czabarka György Balázs Béla-díjas magyar operatőr, érdemes- és kiváló művész, a Magyar Televízió örökös tagja (* 1924)
- 2013 – Csép Sándor székely televíziós szerkesztő, riporter, politikus (* 1938)
- 2014 – Rakaczki Bence magyar labdarúgó (* 1993)
- 2014 – Onoda Hiroo 1974-ig harcoló második világháborús japán katona (* 1922)
- 2017 – Eugene Cernan, az Amerikai Egyesült Államok Haditengerészetének katonája, pilóta és űrhajós, a Holdon járt eddigi utolsó ember (* 1934)
- 2023 – Gina Lollobrigida Golden Globe-díjas olasz színésznő. énekesnő, fotóművész (* 1927)
- 2025 – Joan Plowright kétszeres Golden Globe-díjas angol színésznő (* 1929)

## Ünnepek, emléknapok, világnapok
- Benin: a mártírok napja
- USA: a vallásszabadság napja